# McLouth
McLouth es una ciudad ubicada en el condado de Jefferson en el estado estadounidense de Kansas. En el año 2010 tenía una población de 880 habitantes y una densidad poblacional de 733,33 personas por km².

## Geografía
McLouth se encuentra ubicada en las coordenadas 39°11′43″N 95°12′27″O / 39.19528, -95.20750 (39.195304, -95.207584).

## Demografía
Según la Oficina del Censo en 2000 los ingresos medios por hogar en la localidad eran de $40,865 y los ingresos medios por familia eran $44,063. Los hombres tenían unos ingresos medios de $36,100 frente a los $22,273 para las mujeres. La renta per cápita para la localidad era de $17,012. Alrededor del 7.1% de la población estaban por debajo del umbral de pobreza.